# 네이선 헤일스
네이선 그랜트 헤일스(영어: Nathan Grant Hales, 1996년 6월 16일~)은 영국의 사격 선수이다. 주 종목은 트랩이며 2024년 하계 올림픽 남자 트랩 종목에서 금메달을 획득했다.

## 경력
1996년 켄트주 채텀에서 태어났다. 5세 때 아버지의 권유로 사격을 시작했다.
2014년 넛햄스테드 슈팅 그라운드 사격팀에 입단했다. 그 해 영국 주니어 국가대표가 되었으며 9월 스페인 그라나다에서 열린 2014년 세계 선수권 대회 주니어부에 참가하여 트랩 개인전 동메달을 획득했다.
2017년에 영국 성인 대표팀에 발탁되었으며 그 해 7월 이탈리아 로나토델가르다에서 열린 2017년 세계 산탄총 선수권 대회에 참가했으며 매슈 코워드홀리, 에런 헤딩과 함께 트랩 단체전 동메달을 획득했다. 이듬해인 2018년 7월에는 미국 투손에서 열린 사격 월드컵 트랩 개인전에서 이탈리아의 시모네 프로스페리와 에르미니오 프라스카의 뒤를 이어 동메달을 획득했다.
2022년 8월 키프로스 라르나카에서 열린 유럽 산탄총 선수권 대회에 참가했다. 그는 트랩 개인전에서 체코의 이르지 립타크와 스웨덴의 리카르드 레빈안데르손의 뒤를 이어 동메달을 획득했으며 코워드홀리, 헤딩과 함께 단체전에서도 동메달을 획득했다. 9월에는 크로아티아 오시예크에서 열린 2022년 세계 산탄총 선수권 대회에 참가했으며 개인전에서 미국의 데릭 메인의 뒤를 이어 은메달을 획득했다. 또한 코워드홀리, 헤딩과 함께 출전한 단체전에서 체코와 이탈리아를 꺾으며 금메달을 획득했다. 또한 루시 홀과 함께 출전한 혼성전에서 이탈리아의 뒤를 이어 은메달을 획득했다.
2024년 7월에는 프랑스 파리에서 열린 2024년 하계 올림픽에 참가했으며 50점 중 48점을 성공하면서 올림픽 신기록을 세웠고 중국의 치잉과 과테말라의 장 피에르 브롤을 누르면서 금메달을 획득했다.

## 개인사
영국 국가대표 사격 선수인 샬럿 커우드와 사실혼 관계이며 두 사람 사이에 딸이 있다.